# Emil Adolf von Behring
Emil Adolf von Behring (n. Hansdorf, Prusia Oriental, 15 de marzo de 1854-Marburgo, Alemania, 31 de marzo de 1917) fue un bacteriólogo alemán que recibió el primer Premio Nobel en Fisiología o Medicina en 1901.

## Biografía
Emil Adolf von Behring nació el 15 de marzo de 1854 en Hansdorf, localidad de la antigua Prusia Oriental, que actualmente corresponde con Ławice en Polonia. Fue el mayor de 13 hijos del segundo matrimonio de un profesor de colegio.[cita requerida]
Ingresó en la Academia de Medicina Militar en Berlín en 1874, obteniendo la licenciatura en 1878 y aprobando el examen estatal en 1880. Trabajó como cirujano militar. Realizó prácticas de trabajo sobre los problemas relacionados con las enfermedades contagiosas. En 1889 abandonó el ejército para ingresar como ayudante de Robert Koch en el Instituto de Higiene de la Universidad de Berlín.
En 1891 se trasladó al Instituto de Enfermedades Infecciosas, dirigido por el mismo Koch. Fue catedrático de la Universidad de Halle en 1894 y, en 1895, director del Instituto de Higiene de Marburgo, hasta su fallecimiento el 31 de marzo de 1917.

## Obra
En 1890 descubrió la antitoxina del tétanos junto con el bacteriólogo japonés Shibasaburo Kitasato. Descubrieron que al inyectar el suero sanguíneo de un animal afectado por el tétanos a otro, se genera inmunidad a la enfermedad en el segundo. Comprobaron que los animales inmunizados contra el tétanos presentaban esta cualidad porque debían disponer de alguna sustancia capaz de controlar la infección. Analizando la sangre de conejos inmunizados contra el tétanos, comprobó que al inyectar el suero de estos animales en otros no inmunizados se podían conseguir buenos resultados terapéuticos.
En 1891 trataron con suero a una niña enferma de difteria salvando su vida. Esto le hizo sospechar a Behring la existencia de unas sustancias (que llamó antitoxinas) que eliminaban las toxinas segregadas por las bacterias, lo que supuso un gran avance en el conocimiento de las defensas corporales.
Poco después hizo públicos los resultados de su trabajo sobre la aplicación del suero contra la difteria, en el que demostraba que el poder de resistencia a la enfermedad no reside en las células del cuerpo, sino en el suero sanguíneo libre de células. Por este trabajo obtuvo el primer Premio Nobel de Fisiología y Medicina en 1901.
En el caso del tétanos y la difteria, von Behring provocaba la inmunidad con el suero de un animal previamente infectado. Tras nuevos trabajos en Marburgo con otras antitoxinas, introdujo en 1913 un sistema de inoculación, todavía en vigor, capaz de inmunizar a los niños contra la difteria.

## Honores
- En 1910 la Universidad Nacional Autónoma de México le otorga el grado de doctor honoris causa

- El Premio Emil von Behring de la Universidad de Marburgo, con el que se reconocen grandes logros en los campos de la Medicina, Veterinaria y Ciencias Naturales.[3]
- El cráter lunar von Behring lleva este nombre en su memoria.[4]

## Eponimia
- El asteroide (65685) Behring también conmemora su nombre.[5]